# Tetrapathea tetrandra
Tetrapathea tetrandra is het enige lid van de familie Passifloraceae dat van nature voorkomt in Nieuw-Zeeland. Het is een groenblijvende, tweehuizige klimplant die klimt met behulp van ranken. De stengels worden tot 10 m lang. De bladeren zijn lancetvormig.
De kleine bloemen staan solitair of met enkele bijeen in de bladoksels. Ze gaan alleen open op zonnige dagen en blijven gesloten op bewolkte dagen. De bloemen hebben groenwitte kelk- en kroonbladeren. De corona bestaat uit gele filamenten. De vruchten hebben een helderoranje schil en zijn gevuld met rode zaadmantels die de zaden omgeven. De vruchten zijn eetbaar.
Tetrapathea tetrandra heeft enkele mofologische overeenkomsten met passiebloemen (Passiflora). Recente analyses suggereren dat Tetrapathea tetrandra en Hollrungia aurantioides uit Australië en Nieuw-Guinea zouden moeten worden ingedeeld bij Passiflora, maar hier moet nog verder onderzoek naar worden verricht. Ze zouden dan worden opgenomen in het nieuwe ondergeslacht Tetrapathea als Passiflora tetrandra en Passiflora aurantioides.
De soort komt voor op het Noordereiland en het Zuidereiland bij bosranden in het laagland. De lokale namen zijn in het Engels New Zealand passion vine en in het Maori kohia.

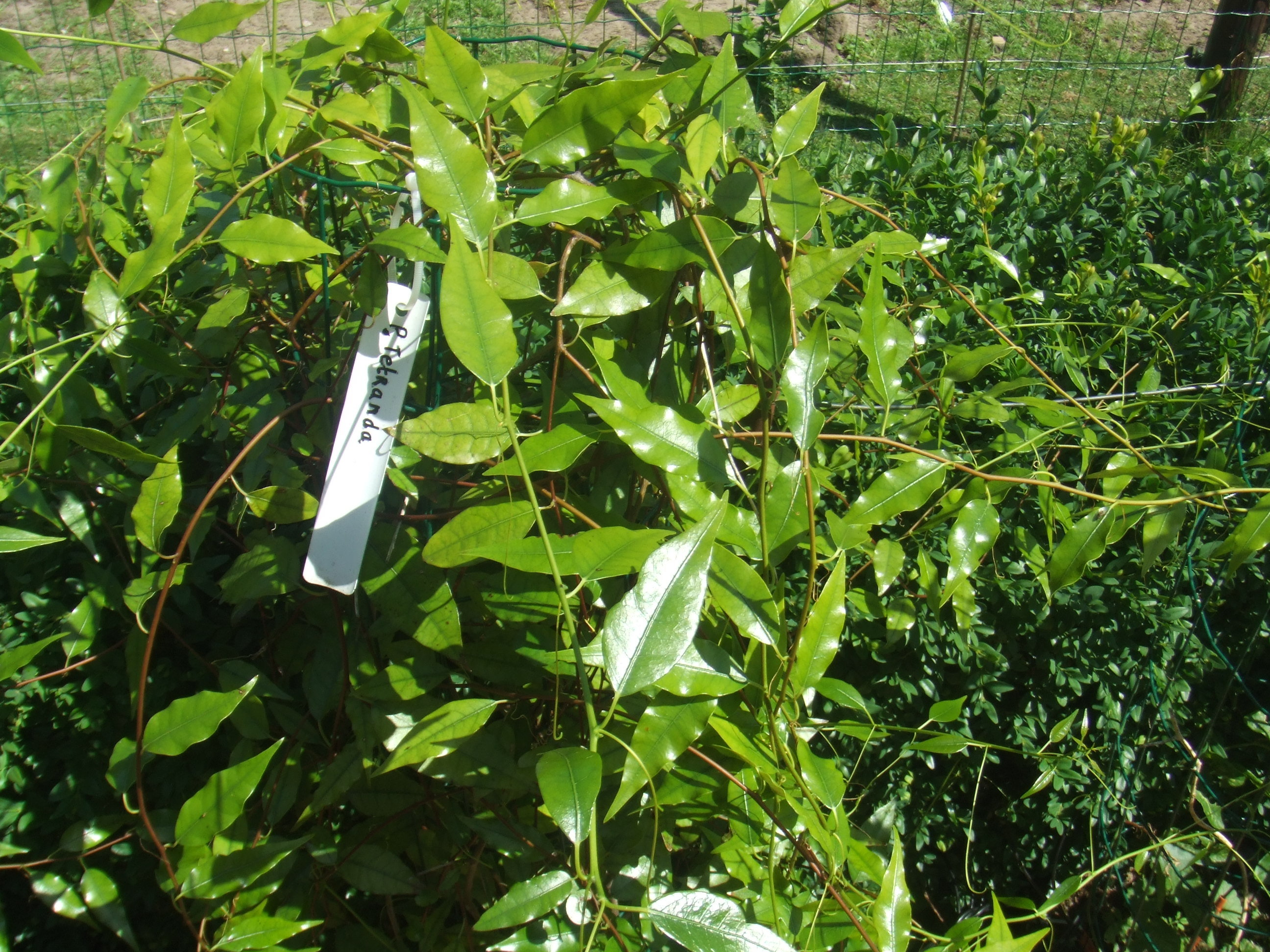
Plant bij de Passiflorahoeve